# Listy do M. Pożegnania i powroty
Listy do M. Pożegnania i powroty – polska komedia romantyczna z 2024 roku, której reżyserem jest Łukasz Jaworski. Stanowi kontynuację poprzednich filmów z tej samej serii z lat wcześniejszych.
Premiera filmu odbyła się 7 listopada 2024 roku.

## Fabuła
Melchior (Tomasz Karolak) dalej działa w firmie Mikołajowej i decyduje się na organizację wzniosłej kolacji wigilijnej, co przekracza jego możliwości. U swojego współpracownika Grześka (Kirył Pietruczuk) zauważa podobieństwa do samego siebie i próbuje przestrzec przyjaciela przed popełnieniem tych samych błędów życiowych. W dzień Wigilii Bożego Narodzenia, w domu Kariny (Agnieszka Dygant) i Szczepana (Piotr Adamczyk) dochodzi do pęknięcia rury i zalania całego mieszkania, z tego powodu w ich mieszkaniu pojawiają się inni bohaterowie tworząc zabawny splot różnych niespodziewanych sytuacji.

## Obsada
- Tomasz Karolak – Melchior „Mel Gibson”
- Piotr Adamczyk – Szczepan Lisiecki
- Agnieszka Dygant – Karina Lisiecka
- Wojciech Malajkat – Wojciech Kamiński
- Janusz Chabior – Lucek Brzeski
- Roma Gąsiorowska – Doris
- Andrzej Grabowski – Czarek
- Maciej Stuhr – Mikołaj Konieczny
- Stanisława Celińska – Stasia
- Sebastian Stankiewicz – Misiek
- Magdalena Walach – Ewa
- Jacek Borusiński – „Pataszon”
- Czesław Mozil – „Borygo”
- Sławomir Pacek – Ludwiczek
- Kirył Pietruczuk – Grzesiek
- Ina Sobala – Emilka
- Hiroaki Murakami – Józek
- Mikołaj Cieślak – Staszek
- Ada Fijał – Barbara
- Beata Ścibakówna – Judyta
- Jakub Jankiewicz – Kostek Konieczny
- Mateusz Winek – Kazik
- Krzysztof Gosztyła – Zegarmistrz
- Matylda Radosz – Amelka
- Aron Komodziński-Bąk – Ignaś